# Usnea Ridge
Usnea Ridge ist ein 100 bis 160 m hoher Gebirgskamm auf Signy Island im Archipel der Südlichen Orkneyinseln. Er erstreckt sich vom Jane Peak in nordnordwestlicher Richtung zum Spindrift Col.
Das UK Antarctic Place-Names Committee benannte ihn 1991 nach Flechten der Gattung Usnea, die Biologen des British Antarctic Survey hier in großer Zahl entdeckt hatten.